# Agatha Christie

Tafel mit Foto zu Ehren Agatha Christies an der Außenwand von Torre Abbey in ihrer Geburtsstadt Torquay

Dame Agatha Mary Clarissa Christie, Lady Mallowan, DBE [ˈæɡəθə ˈkɹɪsti] (* 15. September 1890 in Torquay, Grafschaft Devon; † 12. Januar 1976 in Wallingford, gebürtig Agatha Mary Clarissa Miller) war eine britische Schriftstellerin. Die verkaufte Weltauflage ihrer Bücher soll über zwei Milliarden betragen, womit sie zu den erfolgreichsten Autoren der Literaturgeschichte zählt.
Bekannt wurde sie vor allem durch eine große Anzahl von Kriminalromanen und Kurzgeschichten, die auch mehrfach mit großem Erfolg für Kino und Fernsehen verfilmt sowie für die Bühne adaptiert wurden. Ihre berühmtesten Schöpfungen sind der belgische Detektiv Hercule Poirot mit seinem Freund Arthur Hastings sowie die altjüngferliche Miss Marple. Daneben gibt es andere wiederkehrende Figuren wie das Ehepaar Tommy und Tuppence Beresford oder Inspektor Battle, Sir Henry Clithering oder die Krimi-Autorin Mrs. Ariadne Oliver. Neben ihrer schriftstellerischen Tätigkeit unterstützte Christie ihren zweiten Ehemann, den Archäologen Max Mallowan, bei seinen Ausgrabungen im Nordirak und in Syrien, insbesondere bei der Restaurierung prähistorischer Keramiken und der Fotodokumentation der Funde. Sie trug maßgeblich zur Finanzierung dieser Expeditionen bei.

## Leben

### Kindheit und Jugend
Agatha Mary Clarissa Miller kam als jüngstes Kind des Amerikaners Frederick Alvah Miller und seiner englischen Ehefrau Clarissa Boehmer zur Welt und wuchs in der viktorianischen Villa Ashfield in Torquay auf. Sie hatte zwei Geschwister, Margaret Watts und Louis Montant Miller. Agatha wurde bis zu ihrem 16. Lebensjahr nicht in einer Schule, sondern von ihrer Mutter unterrichtet, die früh ihr schriftstellerisches Talent erkannte. Mit elf Jahren veröffentlichte sie ein erstes Gedicht in einem Lokalblatt.

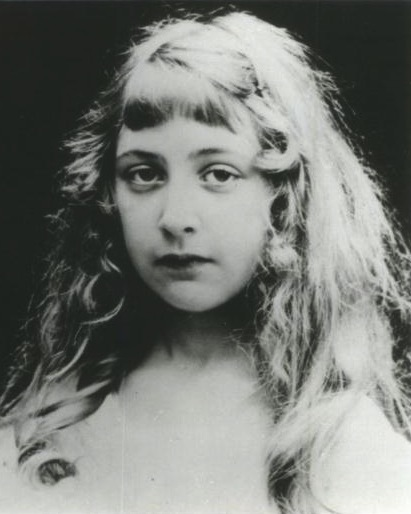
Agatha Christie als Mädchen

Ihr Vater erzielte sein Einkommen aus Geschäften in Übersee, über die nichts Näheres bekannt ist, die der Familie aber ein Leben in Wohlstand ermöglichten. Agatha Christie selbst erwähnt in ihrer Autobiografie andeutungsweise Immobilien in New York und in Trusts angelegtes Vermögen, aus dessen Zinseinkünften die Familie Miller lebte. Dabei kam es jedoch zu Veruntreuungen durch die amerikanischen Vermögensverwalter, wodurch die Familie Miller in finanzielle Schieflage geriet. Wie damals allgemein üblich, wurde das eigene Haus für den Sommer an Gäste vermietet, während die Familie Miller die Zeit in Pau und Cauterets bzw. auf den Kanalinseln verbrachte. Frederick Alvah Miller starb 1901, Agatha war damals elf Jahre alt. Clarissa Margaret Miller zog ihre Kinder nun allein groß und bemühte sich, sie die durch den Tod des Vaters noch weiter verschärfte finanzielle Situation so wenig wie möglich spüren zu lassen.
Ihr zunächst begonnenes Musikstudium in Paris gab Agatha Miller mit Beginn des Ersten Weltkriegs auf und arbeitete als Krankenschwester (Voluntary Aid Detachment) beim Britischen Roten Kreuz im örtlichen Krankenhaus, später in einer Apotheke. In dieser Zeit sammelte sie viele Erfahrungen über giftige Mittel und Stoffe, die später in ihren Werken eine Rolle spielten.
1914 heiratete sie Oberst Archibald Christie, einen Flieger der königlichen Luftwaffe. Mit ihm hatte sie eine Tochter, Rosalind Margaret Clarissa Christie, die am 5. August 1919 geboren wurde.

### 1920er Jahre
1920 erschien ihr erster Kriminalroman: Das fehlende Glied in der Kette (englisch The Mysterious Affair at Styles) mit dem belgischen Detektiv Hercule Poirot zunächst in den USA, dann in England. Schlagartig berühmt wurde Christie mit dem 1926 veröffentlichten Werk Alibi (englisch The Murder of Roger Ackroyd).
Privat verliefen die 1920er Jahre eher unglücklich: Ihr Mann ließ sie berufsbedingt häufig allein, 1926 starb ihre Mutter – ein Ereignis, das sie stark mitnahm; außerdem musste Ashfield geräumt werden. Christie erschöpfte diese Situation. Im August 1926 gestand ihr Mann ihr die Affäre mit seiner Golfpartnerin Nancy Neele. Trotz mehrerer Versöhnungsversuche entzweite sich das Ehepaar danach immer mehr. Nach einem heftigen Streit am 3. Dezember 1926 verließ Agatha Christie das Haus. Ihr Auto wurde wenige Tage später verlassen an einem See gefunden. Die Suchmeldung der Polizei von Berkshire vom 9. Dezember 1926 zeigte ein Foto der Vermissten und lautete (aus dem Englischen übersetzt):

„VERMISST wird Mrs. Agatha Mary Clarissa Christie, Ehefrau von Colonel A. Christie. Alter: 35, Größe 5 Fuß'7, Haarfarbe rot (kurz), natürliche Zähne, graue Augen, Hautfarbe hell, gut gebaut. Sie trägt einen grauen Rock mit Seidenstrümpfen, grünen Pullover, dunkelgraue Weste, kleinen grünen Hut aus Velours. Möglicherweise hat sie eine Handtasche mit 5–10 Pfund Bargeld bei sich. Verließ das Haus in einem viersitzigen Morris Cowley um 09:45 Uhr am Abend des 3. Dezember. Hinterließ eine Notiz, dass sie einen Ausflug mit dem Wagen machen werde. Am nächsten Morgen wurde der Wagen zurückgelassen in Albury, Surrey, an der Newlands-Ecke gefunden. Falls Sie diese Frau gesehen oder Informationen über ihren Verbleib haben, melden Sie sich bei jeder Polizeidienststelle oder direkt bei Charles Goddard, Leiter der Dienststelle in Wokingham, Telefon Nr. 11 Wokingham.“

Nach einer spektakulären Suchaktion, über die auch die New York Times berichtete und an der sich auch Arthur Conan Doyle beteiligte, fand man die Schriftstellerin zehn Tage nach ihrem Verschwinden in einem Hotel in Harrogate, wo sie unter dem Namen der Geliebten ihres Mannes als Mrs. Neele abgestiegen war. In der Folge beschäftigte die Frage der Kosten der Suchaktion auch das britische Parlament. Ihre Familie verbreitete die Darstellung, dass sie einen fast vollständigen Gedächtnisverlust für diese Tage erlitten habe. Agatha Christie selbst äußerte sich nie über ihre Beweggründe, auch nicht in ihren Memoiren. Bis heute ist ungeklärt, was genau in diesen Tagen geschah. 1928 wurde ihre Ehe mit Archibald Christie geschieden.
Die Geschichte um das Verschwinden von Agatha Christie wurde 1979 von Regisseur Michael Apted filmisch umgesetzt in Das Geheimnis der Agatha Christie (englisch Agatha), mit Vanessa Redgrave in der Hauptrolle. Ein weiterer Film, der das Verschwinden fiktiv darstellt, ist Agatha und die Wahrheit des Verbrechens (2018). 2020 erschien in New York und 2022 in deutscher Übersetzung der Roman The Mystery of Mrs. Christie: A Novel (Mrs Agatha Christie. Roman) von Marie Benedict, in dem die Tage der Suche nach, und in Rückblenden die Entwicklung der Ehe von Agatha Christie wie ein Krimi nacherzählt werden. Im Jahr 2023 erschien das Musical Vermisst! Was geschah mit Agatha Christie?, das im Kleinen Theater Berlin uraufgeführt wurde. Das Krimi-Musical stammt von Paul Graham Brown (Songtexte, Musik) und von James Edward Lyons (Buch).

### 1930er Jahre
Um sich von den Strapazen der vergangenen Jahre zu erholen, entschied sie sich relativ spontan im Herbst des Jahres 1928 zu einer ausgedehnten Reise in den Nahen Osten und reiste mit dem Orient-Express nach Bagdad. Diese Spontanentscheidung (eigentlich hatte sie an die Karibik als Reiseziel gedacht) sollte das Leben Agatha Christies maßgeblich verändern und großen Einfluss auf ihr schriftstellerisches Werk ausüben.
Es war nicht ihre erste Begegnung mit dem Nahen Osten, denn bereits als junge Frau war sie mit ihrer Mutter in Kairo gewesen. Von Bagdad aus reiste sie weiter nach Ur, wo der Archäologe Leonard Woolley mit Ausgrabungen beschäftigt war, die seinerzeit in England starkes Aufsehen erregten. Er und seine Frau Katharine Woolley empfingen die Berühmtheit Agatha Christie hocherfreut; sie blieb längere Zeit beim Grabungsteam und freundete sich mit den Woolleys an. Später widmete sie ihnen die Kurzgeschichtensammlung Der Dienstagabend-Klub. Das Ehepaar Woolley stand auch Modell für die Hauptfiguren des Romans Mord in Mesopotamien, wobei Agatha Christie den Woolleys einige sehr unsympathische Charakterzüge hinzufügte.
Als sie nach London zurückkehrte, tat sie dies mit einer Einladung von Katharine Woolley im Gepäck, im Frühjahr 1930 nach Mesopotamien zurückzukehren. Während dieses zweiten Aufenthalts in Ur lernte sie auch den 14 Jahre jüngeren Archäologen Max Mallowan kennen, der als Grabungsassistent bei Woolley arbeitete und bei ihrem ersten Besuch wegen einer Blinddarmentzündung abwesend gewesen war. Mallowan wurde nunmehr von den Woolleys „abkommandiert“, Christie die Ausgrabungen und die Gegend zu zeigen. Bei dieser Gelegenheit verliebten sich die beiden. Agatha Christie musste sehr bald (noch im Frühjahr 1930) wegen einer Erkrankung ihrer Tochter nach England zurückkehren, Max Mallowan begleitete sie auf dieser Rückfahrt bereits. Zögerlich nahm Agatha schließlich den Heiratsantrag des 14 Jahre jüngeren Mallowan an und sie heirateten am 11. September 1930 in Edinburgh.
1930 hatte im Roman Mord im Pfarrhaus (englisch The Murder at the Vicarage) eine neue Detektivin ihren ersten Auftritt: die altjüngferliche Miss Marple, die noch in zwölf weiteren Kriminalromanen und einigen Kurzgeschichten Christies die Hauptrolle übernehmen sollte. Viele der zahlreichen Romane, die in den Jahren bis 1958 entstanden, schrieb Christie während der archäologischen Expeditionen mit ihrem Mann im Nordirak und in Nordsyrien. Ihre Erlebnisse auf einer der Expeditionen schildert sie in Erinnerung an glückliche Tage (englisch Come, tell me how you live).

### Späte Karriere
Von den existenzbedrohenden Ereignissen nach der Trennung von ihrem ersten Mann geprägt, schrieb Christie in den 1940er-Jahren zwei Kriminalromane, die sie für die spätere Veröffentlichung zurückhielt. Vorhang, Hercule Poirots letzten Fall, bereitete sie zur Veröffentlichung vor, als sich abzeichnete, dass sie keinen weiteren Roman mehr würde schreiben können. Er erschien kurz vor ihrem Tod, und es ist in der Tat Poirots letzter Fall, da er am Ende der Ermittlungen stirbt. Poirot war aber Agatha Christies Haupteinnahmequelle, und so war es nötig, dass er bis zum Erscheinen von Vorhang noch einige andere Fälle löste. Ruhe unsanft (englisch Sleeping murder), mit Miss Marple als Detektivin, war der zweite von Christie zurückgehaltene Roman und erschien erst nach ihrem Tod. Im März 1949 wurde ihr Kriminalroman Das krumme Haus veröffentlicht.
1970 erschien zu ihrem 80. Geburtstag der für Christie atypische Roman Passagier nach Frankfurt, in dem es um eine Weltverschwörung von Neonazis geht. Das umstrittene Buch wurde erst 2008 ins Deutsche übersetzt. 1971 wurde Agatha Christie von Königin Elisabeth II. als Dame Commander in den Orden des Britischen Empire aufgenommen und dadurch in den persönlichen Adelsstand erhoben. Ihren letzten Roman Alter schützt vor Scharfsinn nicht schrieb sie zwischen 1973 und 1974.
Am 12. Januar 1976 starb Agatha Christie im Alter von 85 Jahren in Winterbrook House im Ort Wallingford, Grafschaft Oxfordshire, an einem Schlaganfall. Ihr Grab befindet sich auf dem nahegelegenen Friedhof St Mary’s in Cholsey. 1977 erschien postum Christies Autobiografie Meine gute alte Zeit (englisch An Autobiography), die größtenteils in den Jahren 1950 bis 1965 entstanden war, eine Erinnerung an Dinge, die Agatha Christie wichtig gewesen sind, mit Schwerpunkt auf ihrer Kindheit. Ergänzend zu ihrer Autobiografie kann die Biografie von Janet Morgan herangezogen werden. Agatha Christies Tochter Rosalind Hicks bat Morgan, eine autorisierte Biografie ihrer Mutter zu verfassen. Durch umfangreiches Quellenstudium und Befragung von Christies Freunden entstand eine detaillierte Schilderung ihres Lebens.

## Werk

### Karriere als Schriftstellerin
Insgesamt schrieb Agatha Christie 66 Kriminalromane, aber auch Kurzgeschichten und Bühnenwerke. Gängige Schätzungen, nach Angaben der Erben und der Verlage, gehen von einer verkauften Gesamtauflage von über zwei Milliarden Büchern weltweit aus. Dem Index Translationum der UNESCO zufolge belegt sie mit großem Abstand Platz 1 auf der Liste der meistübersetzten Autoren. Sie gilt als die erfolgreichste Kriminalschriftstellerin der Welt. Wegen dieses Erfolges nennt man sie auch die Queen of Crime (dt. Königin des Verbrechens).
Ihre berühmtesten Schöpfungen sind der belgische Detektiv Hercule Poirot und die altjüngferliche Hobbydetektivin Miss Marple. Weniger bekannt ist das Ermittlerduo Tommy und Tuppence Beresford, denen sie vier Romane und eine Kurzgeschichtensammlung widmete. Unter dem Pseudonym Mary Westmacott schrieb sie außerdem sechs romantische Erzählungen.
Agatha Christie machte auch im Theater Karriere, denn aufgrund schlechter Erfahrungen beschloss sie, ihre Stücke nur noch selbst für die Bühne zu bearbeiten, und war mit Begeisterung bei der Produktion dabei. Eines ihrer Bühnenstücke ist Die Mausefalle, das am längsten ununterbrochen aufgeführte Theaterstück weltweit.

### Handlungsorte
Agatha Christie ließ zahlreiche Geschichten an realen Schauplätzen stattfinden. Am berühmtesten innerhalb dieser Gruppe ist ihr Roman Mord im Orient-Express. Auch der Roman Der blaue Express spielt in einem historischen Zug. Tod in den Wolken spielt im ersten Teil, in dem der Mord geschieht, in einem Passagierflugzeug auf einem Flug von Paris nach London. Zwei der Romane Christies spielen in wesentlichen Passagen auf einem Passagierschiff: Der Mann im braunen Anzug auf einem Passagierdampfer von Southampton nach Südafrika, Der Tod auf dem Nil auf einem Nil-Dampfschiff für Touristen.
Für gleich drei Romane diente Agatha Christies eigener Landsitz Greenway als Kulisse: Sowohl Kurz vor Mitternacht als auch Das unvollendete Bildnis und Wiedersehen mit Mrs. Oliver machen sich die besondere Geografie von Greenway mit Bootsanleger, Gewächshaus, Tennisplatz, ehemaligem Geschützstand, Nähe zum Ufer des Dart zu eigen. Für ihren Roman Alter schützt vor Scharfsinn nicht war Agatha Christies Elternhaus Ashfield die Vorlage für den Schauplatz, wobei sie auch auf Besonderheiten aus ihrer eigenen Kindheit zurückgriff, u. a. der „KK“ (gesprochen: „Kai-Kai“) genannte Geräteschuppen, die Spielzeugpferde Truelove und Mathilde sowie eine Chilenische Araukarie.

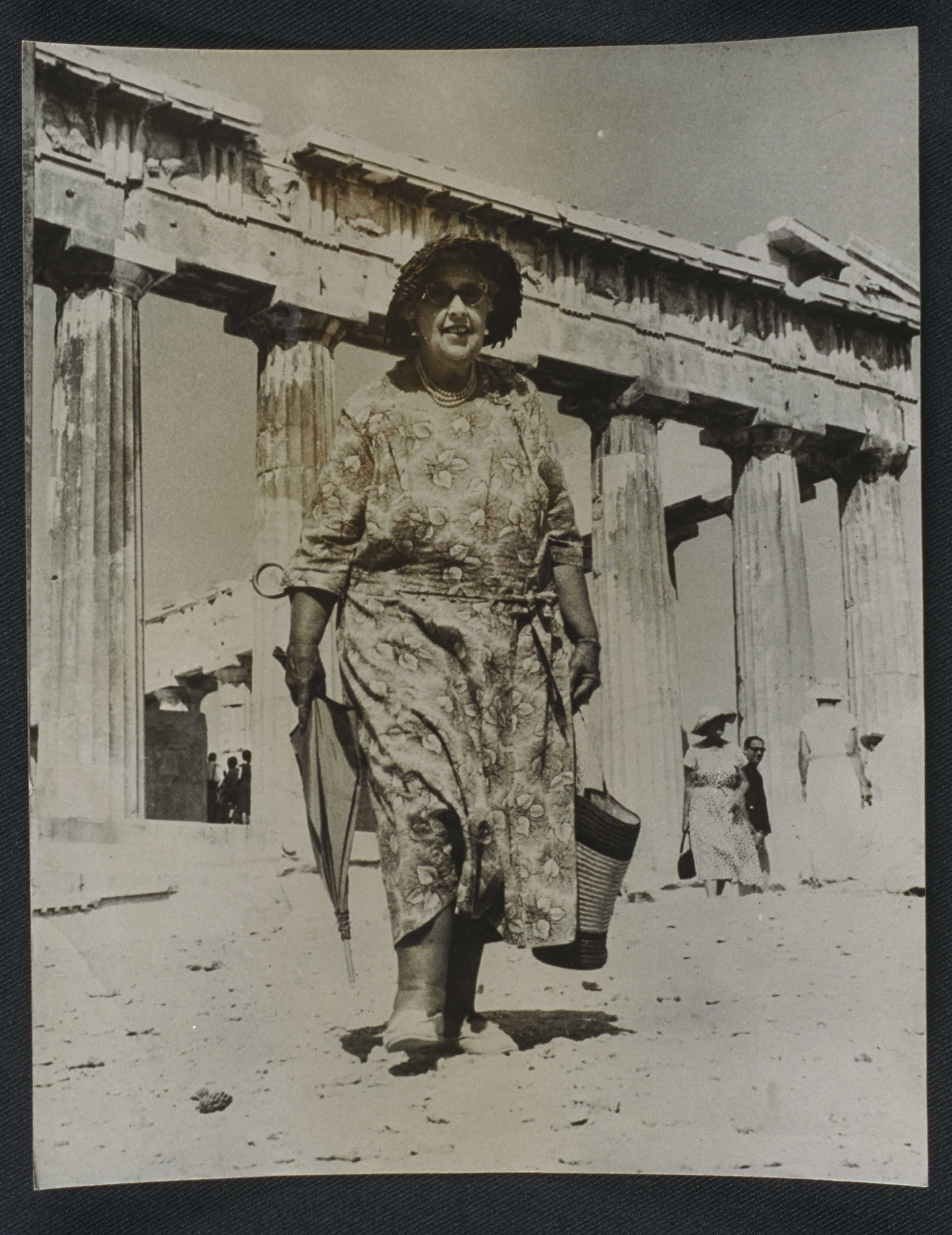
Agatha Christie erfüllte sich 1958 einen lebenslangen Traum und besuchte Griechenland

Einige der Romane wie Dreizehn bei Tisch und Bertrams Hotel spielen in London. Auch die Figur Hercule Poirot lebt in London. Die Romane Und dann gabs keines mehr und Das Böse unter der Sonne spielen auf einer kleinen Insel in Devon: Burgh Island. Dagegen lebt die Amateur-Detektivin Miss Marple in dem fiktiven typisch englischen Dorf St. Mary Mead. Auch weitere zahlreiche Christie-Krimis spielen in englischen Dörfern oder Kleinstädten, zum Beispiel Der ballspielende Hund oder Das Sterben in Wychwood. Als einziger Roman in Devon, ihrer Heimat, spielt Das Geheimnis von Sittaford; die unheimliche Landschaft des Dartmoor spielt hier eine besondere Rolle, auch die Stadt Exeter. Ein Schritt ins Leere spielt teilweise in Wales und in Hampshire, Das Haus an der Düne an der Küste von Cornwall.
Einige der Romane spielen im Nahen Osten, wo sich Christie häufig aufhielt, zum Beispiel Sie kamen nach Bagdad oder Mord in Mesopotamien. Der Tod wartet spielt in Jerusalem und Transjordanien. Ägypten ist in drei Geschichten Schauplatz der Ereignisse: In Der Tod auf dem Nil, der Kurzgeschichte Das Abenteuer des ägyptischen Grabes und dem Roman Rächende Geister. Letzterer nimmt eine Sonderstellung ein, da er im Alten Ägypten zur Zeit der Pharaonen spielt und nicht, wie ihre anderen Werke, zu Lebzeiten Agatha Christies.
Der Roman Karibische Affäre ist auf der fiktiven Insel St. Honoré in der Karibik angesiedelt, wofür jedoch die Insel Barbados als Vorlage diente.
Mord auf dem Golfplatz ist Christies einziger Roman, der komplett in Frankreich, und zwar an der französischen Kanalküste und in Paris, spielt. In anderen Romanen wird der Schauplatz teilweise für Reisen der Ermittler nach Frankreich verlegt, so in Die Memoiren des Grafen, der in einigen Kapiteln in Paris und Dinard spielt. Große Teile des Romans Der blaue Express spielen ebenfalls in Frankreich, vor allem an der Côte d’Azur.

### Arbeitsweise
Mit Verweis auf John Currans Herausgabe der Notizbücher Agatha Christies beschreibt Zoë Beck Agatha Christie als eine Schriftstellerin, die rund um die Uhr schrieb und durch viele alltägliche Dinge zu ihren Figuren oder ganzen Handlungsabläufen inspiriert wurde. Ab dem Moment der Ideenfindung bewies sie Qualitäten als unermüdliche Arbeiterin. Ständig machte sie sich Notizen und arbeitete an und mit diesen. Sie schrieb nicht nur Ideen auf, sondern machte Listen für Figuren, Motive, Mordarten oder Schauplätze. Oft wertete sie alte Notizhefte nochmals aus und schöpfte aus ihrem reichhaltigen Fundus. Dabei versuchte sie sich nicht zu wiederholen und bewies Variationstalent, obwohl ihre Werke, was zu kritisieren ist, auf ein Schema zurückgehen. Die unterschiedliche Perspektive der Romane in der auktorialen, personalen oder Ich-Erzählsituation zeigen Experimentierfreude. Beck interpretiert dies als Verspieltheit sowie den Versuch, trotz hoher Produktivität keine Langeweile aufkommen zu lassen.
Christies Romantitel waren oft Gedichten oder Kinderreimen entliehen. Einige Biografen und Interpreten erkennen darin literarische und psychologische Tiefe. Besonders bedeutsam ist der hohe Wiedererkennungswert der Werke, der sich für das Publikum schon mit einfachen, typischen Requisiten bewerkstelligen lässt. Mit ihrem Stil konnte Christie nachfolgenden Krimiautoren- und Publikumsgenerationen ihren Stempel aufdrücken und löste einen regelrechten Christie-Mythos aus. Dabei richtete Christie ihr Werk laut Beck auch kommerziell aus und zeigte neben hoher handwerklicher Qualität auch eine starke Disziplin bei ihrer Arbeit. Als sie etwa nach einer besonders intensiven Schaffensphase der Romanfigur Poirot müde geworden war, ließ sie ihn pausieren, um Abstand zu gewinnen. Sie brachte ihn aber nicht um, wie es Arthur Conan Doyle mit Sherlock Holmes betrieb, nur um ihn danach wieder auferstehen zu lassen. Sie hielt an ihrer Figur fest, weil ihre Leserschaft sie mochte und nachfragte.

### Interpretationen ihres Werkes
In einem 1992 versteigerten Brief erklärte Christie, ihre Detektivgeschichten seien ein “direct descendant of the old morality play, representing a battle against evil and a combat on behalf of the innocent” (deutsch: „direkter Abkömmling des altbekannten Moralstückes, das einen Kampf gegen das Böse und für die Unschuldigen schildert“). Sie reagierte damit auf die Frage eines Anhängers, der befürchtet hatte, ihre Romane könnten Verbrechen begünstigen.
In ihren vielen erschienenen Werken blieb Christie, deren Erzählungen zu Recht als modellhaft für die sogenannte Klassische Kriminalliteratur gelten, diesem moralischen Anspruch durchaus treu. Ihre Romane sind in der Grundstruktur eng an die Kurzgeschichten von Arthur Conan Doyle angelehnt, schreibt der deutsche Literaturwissenschaftler und -didaktiker Sascha Feuchert.
„Einem scheinbar perfekten Mord (oder — in wenigen Ausnahmen — einem anderen Verbrechen), dessen entscheidende Begleitumstände (Täter, Tatmodus, Motiv) unbekannt sind, folgt ein Ermittlungsteil, in dem alle wesentlichen Elemente der Lösung bereits erscheinen, jedoch durch zahlreiche weitere Rätsel und falsche Kontextualisierung dem Leser in ihrer Bedeutung verborgen bleiben. Im Lösungsteil werden alle im Zuge der Ermittlung aufgetretenen Teilrätsel und die Hauptfrage nach dem Täter gelöst.“ (Sascha Feuchert)
Ihre Werke macht außergewöhnlich, dass die Autorin wie kaum eine andere „das Enträtselungsspiel mit ungeheurer Geschäftigkeit auf allen drei Ebenen betreibt, als Täterrätsel, Hergangsrätsel und Enthüllungsspiel.“ (Ulrich Suerbaum).
Gleich in ihrem ersten Kriminalroman, The Mysterious Affair at Styles (Das geheimnisvolle Verbrechen in Styles, 1920, späterer Titel Das fehlende Glied in der Kette) stellt sie mit Hercule Poirot einen bisher nicht dagewesenen Ermittlertypus dar. Dieser pensionierte hohe belgische Polizeibeamte war in Aussehen und Verhalten sehr unenglisch und führte seine Untersuchungen in der Regel in der britischen Oberschicht durch. Dies war ein bewusster Kunstgriff von ihr, da eine der grundsätzlichen Problemstellungen im Kriminalroman des 19. und beginnenden 20. Jahrhunderts die soziale Schichtzugehörigkeit des Ermittelnden darstellte. Polizeiangestellte entstammten in der Regel den unteren sozialen Schichten, weshalb es in Großbritannien, wo bis nach Ende des Zweiten Weltkrieges noch Klassenschranken vorzufinden waren, nicht vorstellbar gewesen wäre, dass ein Angehöriger „unterer“ Schichten ohne Weiteres in „oberen“ ermitteln würde oder könnte. Zugleich trafen speziell Kriminalromane mit einem Handlungsort im Milieu der „oberen“ Schichten auf starke Nachfrage. Die US-amerikanische Schriftstellerin von viktorianischen Kriminalromanen Anna Katharine Rohlfs fand in ihrem Kriminalroman That Affair Next Door (ab 1897) eine Problemumgehung, indem dort dem ermittelnden Polizisten ein Amateurdetektiv zur Seite gestellt wurde, der der „oberen“ Schicht angehörte. Mit dem Protagonisten Poirot hat Christie eine weitere, elegante und auch originelle Problemumgehung ersonnen – wie die Autorin Martha Halley Dubose herausstellt. Denn dieser ist aufgrund seiner Herkunft ein Außenseiter, für den die hohen britischen Klassenschranken keine Geltung besaßen. Die einprägsame Detektivfigur erscheint geradezu wie geschaffen dafür, dem Leser zwar Hinweise zur Täterermittlung in den Romanen zu liefern, sie aber zugleich auf eine falsche Fährte zu locken. So ausgefeilter aber Christies Techniken im Laufe ihrer Zeit als Krimiautorin wurden, umso geringer wurde Poirots Beitrag am Verwirrspiel.
Als Kunstgriff erscheint von vornherein, dass Christie ihren Rätselspaß in den meisten ihrer Erzählungen in den gesellschaftlichen Kreisen der gentry ansiedelt. Der Hintergrund dafür ist weniger die Darstellung einer „heilen Welt“, wie es von vielen frühen Kritikern ihrer Kriminalliteratur angenommen wurde. Die Gesellschaftsschicht der nicht genau abgegrenzten Schicht des gehobenen Bürgertums und niederen Adels liefert dem deutschen Anglisten Ulrich Suerbaum zufolge in erster Linie einen nutzbaren Hintergrund für Christies Ausweitung und Komplizierung der Rätselstruktur. Praktischerweise sind die sozialen Kontakte zwischen den Angehörigen dieser Schicht in der Regel aufs Formelle und Oberflächliche beschränkt. Da sie sozusagen ihr wahres Gesicht oftmals hinter einer Maske verbergen, bleibt die Plausibilität der Erzählungen in diesem Milieu, bei allem Verschleierungsspiel Christies, für die Leserschaft erhalten.
Als Schriftstellerin bewies sie allgemein sensibles soziologisches Gespür für Klassenunterschiede und erzählt zum Beispiel in Tod auf dem Nil von Welten im Begriff des Zusammenstoßens, von Kolonialismus in Afrika, von der selbstbewussten amerikanischen Kultur im Konflikt mit der durch den Ersten Weltkrieg erschütterten europäischen und oft von ganz unterschiedlichen Frauenbildern. An Bord des Nildampfers Karnak prallt eine selbstbewusst agierende halbamerikanische Erbin auf eine in den Konventionen der Klassengesellschaft gefangene Mitreisende. Auch der politische Horizont der Zeit wird erwähnt, wenn etwa ein glühender Marxist am Ort der Handlung in Diskussionen gerät.
Im Jahre 1930 erfand sie in The Murder at the Vicarage (Mord im Pfarrhaus, deutscher Titel seit 1952) mit der 74-jährigen Miss Jane Marple genau betrachtet eine, kriminaltechnisch gesehen, ganz und gar untechnische Hauptermittlerin in ihren Romanen, deren Hauptwaffe zur Verbrechensaufklärung der scheinbar unbedeutende Small Talk darstellte. Wie Poirot ist sie ein gewachsener Charakter, sie funktioniert aufgrund ihrer liebevollen Schrullen, er aber aus ganz anderen Gründen, und beide, weil sie gerade nicht stereotypen Ermittlern entsprachen. Ihre Mördercharaktere sind meist verzweifelte, gebrochene Gestalten, die sie aber mit Sympathie zeichnete. Dies hat sie in Mord im Orientexpress auf die Spitze getrieben und stellt einen essentiellen Kontrast dar.
Anders als oft behauptet, brach Christie in ihren Kriminalromanen nicht mit allen bekannten Konventionen in der Geschichte der Kriminalliteratur, sondern hauptsächlich mit einigen der sogenannten Limitierungsregeln. Christie variierte die gesellschaftliche Position des Täters, aber durchbrach dabei zuweilen den aus der Gattungskenntnis resultierenden Erwartungsrahmen der Leserschaft, um diese zu überraschen. In Hercule Poirots Weihnachten ist der Täter ein vermeintlich unverdächtiger Polizeisuperintendent. Er stammt aus dem Kreis der Ermittler, die nach den Limitierungsregeln vom Verdacht ausgenommen sein sollten. Christie machte sich die Durchbrechung der Limitierung in mehreren Bereichen zur Gewohnheit und erzielte damit eine Verunsicherung der Leserschaft, welche zuvor Gattungskonventionen vertraut hatte.
Besonders The Murder of Roger Ackroyd aus dem Jahr 1926 gilt als ein äußerst gelungenes Werk, das aber sogar bei Fans Christies eine umfangreiche Kontroverse auslöste. Denn am Romanende entpuppt sich – entgegen der bisherigen Konvention – ausgerechnet der Ich-Erzähler des Romans als Mörder, welcher zuvor und auch zunächst in diesem Roman so etwas wie einen Vertrauensbonus bei der Leserschaft besaß.
Die besonders im Bereich der Kriminalliteratur tätige Schriftstellerin Zoë Beck schreibt zu den „viel gepriesenen Regelverletzungen“ Christies und auch zur Funktionalisierung des Erzählers, im Plot eines ihrer Romane, als Mörder: „[…] nette Varianten, aber keine Erweiterung des Genres“.
Veronika Schuchter vom Institut für Germanistik an der Universität Innsbruck schreibt:
„Niemand hat das Genre stärker geprägt […]. Das klaustrophobische Kammerspiel als Abbild menschlicher Abgründe hat sie perfektioniert. Exotische Schauplätze dienten dabei nur als Kulisse. Nichts ist erschreckender als der geschlossene Raum. Es sind kleine Verbrechen, die aus privaten Tragödien erwachsen, das Gewöhnliche macht den Mörder, nicht das Außergewöhnliche, das die heute im Krimi grassierenden Serienmörder antreibt.“

### Rezeption
Kritiker werfen Christie häufig Antisemitismus vor. Vor allem in ihrem Frühwerk ließen sich solche Tendenzen ausmachen. So galt der Schriftstellerin und Literaturwissenschaftlerin Gillian Gill das Porträt des jüdischen Finanzmanns Hermann Isaacstein in Die Memoiren des Grafen als unverzeihlich, eine „Ansammlung törichter englischer antisemitischer Vorurteile“. Dennoch sieht Gill bei Christie insgesamt eher einen gedankenlosen, reflexartigen Gebrauch von antisemitischen Stereotypen als einen bewussten und bösartigen Antisemitismus. Insbesondere in ihren Krimis der 1930er und 1940er Jahre seien jüdische Charaktere trotz ihrer stereotypen Zeichnung meist Sympathieträger; sie dienten eher dazu, den Leser auf eine falsche Spur zu lenken (Red Herring). So stelle sich in Nikotin der zunächst verdächtige Jude Oliver Manders als unschuldig heraus und im Happy End werde die Perspektive eröffnet, dass er die englisch-adlige Amateurdetektivin heiraten werde. Auch wird die Verwendung von Stereotypen wie vollbärtige, dunkle und böse Ausländer oder „Zigeuner“ kritisiert. Zwar stellten diese sich im Verlauf der Geschichten meist nicht als Täter heraus, aber schon ihre bloße Existenz sollte sie verdächtig machen und auf eine falsche Fährte locken.

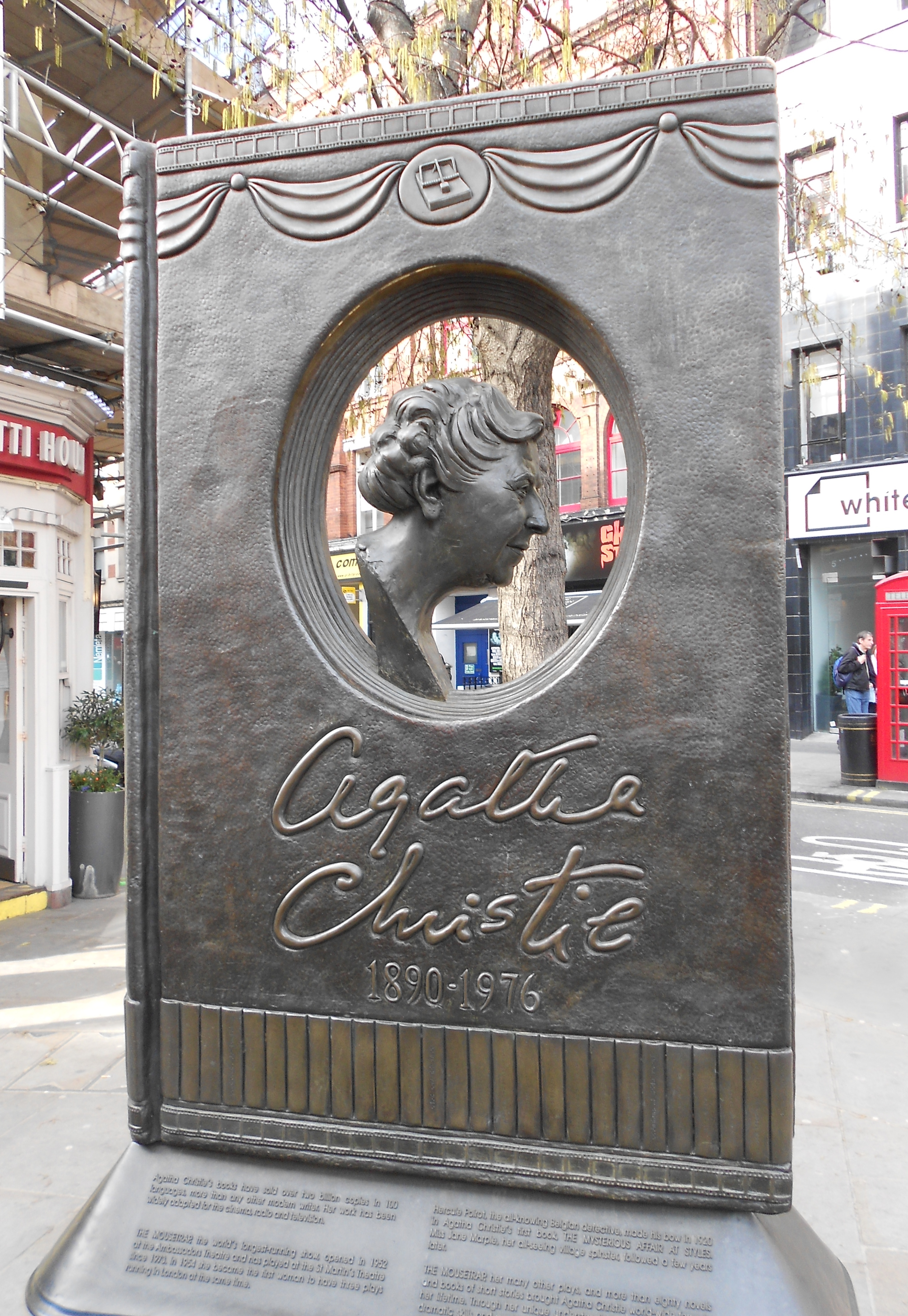
Denkmal für Agatha Christie im Londoner Westend

Allgemein spiegelt sich in Christies Werk auch die antisemitisch und rassistisch geprägte Zeit wider. Ihr Roman Und dann gabs keines mehr erschien 1939 in Großbritannien unter dem Titel Ten Little Niggers, der einem bekannten Kinderlied entlehnt war. In den USA wurde der Kriminalroman etwa gleichzeitig mit Rücksicht auf den amerikanischen Markt unter dem seit 1985 auch in Großbritannien und international verwendeten Titel And Then There Were None veröffentlicht. Die deutschsprachige, 1944 in der Schweiz veröffentlichte Übersetzung trug den Titel Letztes Weekend. Ab 1973 wurde der Titel Zehn kleine Negerlein benutzt, seit 2003 wählte man für eine Neuübersetzung durch Sabine Deitmer den Titel Und dann gabs keines mehr.

## Auszeichnungen für das literarische Lebenswerk
- 1955 Grand Master Award der Mystery Writers of America
- 1972 Grand Master der Schwedischen Krimiakademie (Svenska Deckarakademin)
- 2000 „Beste Kriminalautorin des Jahrhunderts“ (verliehen auf der Anthony Boucher Memorial World Mystery Convention)
- 2005 Archie Goodwin Award der amerikanischen Nero Wolfe Society

## Werke und deren Adaptionen
Agatha Christie schrieb 66 Romane, zahlreiche Kurzgeschichten, zwei Autobiografien, mehrere Lyriksammlungen und 23 Bühnenstücke. Diese wurden in fünf Hörspielen, 22 Kinofilmen, 76 Fernsehfilmen, 19 Zeichentrickfilmen sowie in einigen Computerspielen adaptiert. Vier Dokumentationen wurden über sie gedreht.

## Sonstiges

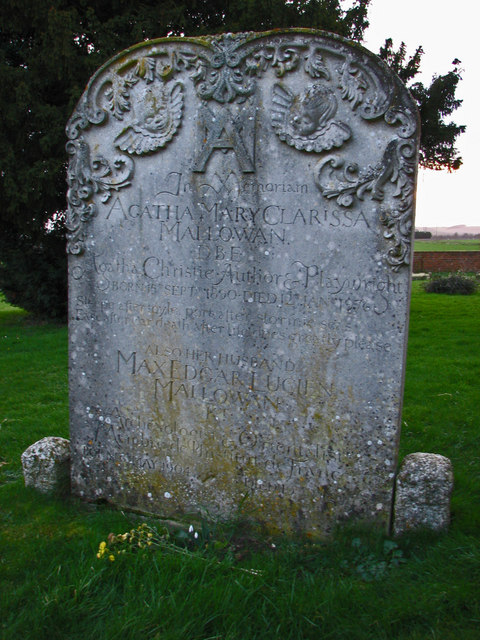
Christies Grab, St. Mary’s church, Cholsey, Oxfordshire

- Nach Agatha Christie wurde eine Rose benannt (Ramira Kormeita Agatha Christie Kordes (D) 1988). Gezüchtet wurde die lachsfarbene Kletterrose von den bekannten deutschen Rosenzüchtern W. Kordes’ Söhne.[27]
- 2000 erhielt Agatha Christie posthum im Rahmen der Millenniumsfeierlichkeiten den US-amerikanischen Anthony Award als beste Kriminal- und Mysteryautorin des Jahrhunderts und setzte sich gegen die nominierten Raymond Chandler, Dashiell Hammett, Dorothy L. Sayers und Rex Stout durch. Als beste Serie triumphierte Christies Hercule-Poirot-Reihe vor den nominierten Ed McBain (87. Polizeirevier), Marcia Muller (Sharon-McCone-Serie), Dorothy L. Sayers (Lord-Peter-Wimsey-Reihe) und Rex Stout (Nero-Wolfe-Serie).
- Der meistverkaufte Kriminalroman der Welt ist Und dann gabs keines mehr.
- Im März 2011 kaufte das British Museum für einen Millionenbetrag eine Sammlung kunsthandwerklicher Arbeiten aus Elfenbein, die Christies Ehemann während einer archäologischen Grabung im antiken Nimrud im heutigen Irak geborgen hatte. Christie hatte die Exponate eigenhändig mit Hilfe ihrer Gesichtscreme gereinigt und so nach Meinung von Experten maßgeblich zu deren Rettung beigetragen. Der Ankauf gilt als der teuerste in der Geschichte des Museums,[28] die Sammlung ist seit März 2011 dauerhaft der Öffentlichkeit zugänglich.
- Die Episode Das Einhorn und die Wespe (engl. The Unicorn and the Wasp) (Staffel 4, Episode 7 der neuen Folgen) der britischen Sci-Fi-Serie Doctor Who handelt von Agatha Christie und behandelt unter anderem ihr Verschwinden und ihren Gedächtnisverlust. Dargestellt wurde sie von Fenella Woolgar.
- In der Episode Schüsse auf Javier (Staffel 2, Folge 9) der Serie Grand Hotel tritt Agatha Christie unter ihrem Geburtsnamen als Gast auf und bekommt im Beisein eines Gesprächs über den verstorbenen Hotelbesitzer erste Ideen für eine Geschichte.

## Dokumentarfilme
- André Schäfer, Anna Steuber: Agatha Christie – The Queen of Crime, arte.tv, 2017, 52 min.
- Sean Davison: Agatha Christie - Ein Jahrhundert Gänsehaut, arte.tv, 2020, 67 min.
- Sabine Scharnagl: Agatha Christie und der Orient, Bayerischer Rundfunk, 2021, 90 min.